# Berëzovka (affluente della Pajdugina)
La Berëzovka (in russo  Берёзовка?) è un fiume della Siberia Occidentale, affluente di destra della Pajdugina. Scorre nei rajon Kargasokskij e Parabel'skij dell'oblast' di Tomsk.
Il fiume ha origine dalla palude di Semirečnoe e scorre con direzione dapprima sud-occidentale, successivamente meridionale. Sfocia nella Pajdugina a una distanza di 200 chilometri dalla sua foce, alcuni chilometri a monte dell'insediamento di Berëzovka. La sua lunghezza è di 168 km, l'area del bacino è di 1 750 km².